# ملیس پیتره
ملیس پیتره (استونیایی: Meelis Peitre؛ زادهٔ ۲۷ مارس ۱۹۹۰) بازیکن فوتبال اهل استونی است.
از باشگاه‌هایی که در آن بازی کرده‌است می‌توان به باشگاه فوتبال فلورا تالین و باشگاه فوتبال پایده لینامیسکوند اشاره کرد.
وی همچنین در تیم ملی فوتبال استونی بازی کرده‌است.